# Belle-Anse
Belle-Anse (Bèlans en créole) est une commune d'Haïti, située dans le département du Sud Est, chef-lieu de l'arrondissement de Belle-Anse, au sud de Jacmel.

## Démographie
La commune est peuplée de 69 071 habitants(recensement par estimation de 2009).

## Administration
La commune est composée de la ville de Belle-Anse, du quartier de « Mapou », et des 6 sections communales de :
| - Bais d'Orange - Mabriole - Calumette - Corail Lamothe | - Bel-Air - Pichon - Mapou (dont le quartier « Mapou ») |

## Économie et société
L'activité économique repose sur la production du café et du cacao.
Le secteur de l'exploitation forestière et l'industrie du bois participe à l'économie locale.
Un projet d'appui à la restauration et de suivi nutritionnel, visant à réduire les effets de la pauvreté dans la commune de Belle-Anse, et contribuer à l'amélioration de la sécurité alimentaire et la prévention des risques de malnutrition est en cours de réalisation dans cette région par des organismes étrangers de concert avec des institutions haïtiennes.